# Tominčev potok, Mošenik
Tominčev potok (tudi Beli potok, Tominčeva grapa) je gorski potok, ki izvira na severnih pobočjih gore Dobrča v Karavankah. Znan je predvsem po Tominčevem slapu. V bližini naselja Podljubelj se kot desni pritok izliva v potok Mošenik, ki nato teče po Šentanski dolini do Tržiča, kjer se kot desni pritok izliva v Tržiško Bistrico.